# Gankino horo
Le Gankino horo (en bulgare : Ганкино хоро, litt. « Danse de Ganka ») est une danse bulgare, proche de la kopanitsa (en) ou du krivo horo. Elle est dansée sur un rythme aksak (rythme irrégulier) à 11 temps, subdivisé en 2 + 2 + 3 + 2 + 2 (court-court-long-court-court), et écrit le plus souvent en 
 ou 
. Cette danse est originaire de l'ouest et du nord de la Bulgarie, mais s'est répandue dans tout le pays dans la seconde moitié du XXe siècle grâce à l'activité des groupes folkloriques amateurs.